# Rolf Köpke
Rolf Köpke (* 5. Februar 1949 in Hamburg) ist ein deutscher Politiker der SPD und ehemaliges Mitglied der Hamburgischen Bürgerschaft.

## Leben und Politik
Köpke absolvierte den Zweiten Bildungsweg an der Hamburger Universität für Wirtschaft und Politik (HWP). Er ist verheiratet und hat zwei Kinder.

## Politik
In den 70er und 80er Jahren arbeitet er bei den Hamburger Jusos im Landesvorstand mit. Mitglied der SPD ist er seit 1971.
In der 15. Wahlperiode von 1993 bis 1997 war er Mitglied der Hamburgischen Bürgerschaft. Er saß unter anderem im Gesundheitsausschuss sowie im Stadtentwicklungsausschuss. Seine weiteren Schwerpunkte waren Verkehrs-, Sozial- und Ausländerpolitik. Zudem beteiligte er sich an der Enquête-Kommission Stadtentwicklung und am Parlamentarischer Untersuchungsausschuss (PUA) „Hamburger Polizei“. Der PUA sollte die Polizeiskandale der 80er und 90er Jahre in der Hamburger Polizei beleuchten.

## Gesellschaftliches Engagement
Neben der parteipolitischen Ebene engagierte sich Köpke in „seinem“ Stadtteil Altona-Altstadt. Eines seiner Anliegen war die Unterstützung benachteiligter Bevölkerungsgruppen, Arbeit mit Migrantenvereinen und Flüchtlingsarbeit. Zudem war er tätig in der sozialen Stadtteilarbeit, z. B. Mitinitiator des Modellprojektes: „Kinder in der inneren Stadt“.